# 물리학의 미해결 문제 목록
물리학의 미해결 문제(List of unsolved problems in physics)는 물리학 분야의 미해결 문제들로 이론적인 의미로는 기존 이론으로는 설명할 수 없는 특정한 관측 현상 및 실험 결과들을 의미한다. 또한, 실험적인 의미로는 제안된 이론을 검증하거나 상세한 현상을 조사하기 위한 실험을 구축하는데 매우 어려움이 따르는 것들을 의미한다.

## 미해결 문제의 하위 분야
다음 목록은 물리학의 폭넓은 영역을 하위 분야로 나눈 미해결 문제 목록이다.

### 우주론, 일반 상대성 이론

우주에서 추정되는 암흑 물질 및 암흑 에너지의 분포 지도.

급팽창 이론급팽창 이론은 정확한가? 만약 그렇다면, 이 당시에는 정확히 무슨 일이 일어났는가? 무엇이 가상의 인플라톤 급팽창을 일으켰는가? 만약 급팽창이 어느 지점에서 일어났다면, 양자역학적 변동으로 인한 팽창으로 자발적으로 발생했으며, 매우 먼 장소에서는 지금도 계속 진행하고 있는가?
지평선 문제왜 먼 우주가 대폭발이 예측한 비등방성 값보다 현재 밤하늘을 관측한 값이 더 적고 매우 균질한가? 우주론적 급팽창에서는 이에 대한 해답을 제시하지만, 광속의 가변성과 같이 더욱 적절한 이론으로 설명할 수는 없는가?
전자기약력 지평선 문제전자기약력의 시대가 끝날 때 관측 가능한 우주의 먼 부분이 인과관계적으로 연관되어 있지 않다면 왜 전자기약력 진공에서 대규모 불연속성이 보이지 않는가? 표준적인 우주 인플레이션 모델은 전자기약력 대칭성 파괴가 일어나기 전에 인플레이션이 일어나므로 어떻게 인플레이션이 불연속성을 없앴는지는 분명하게 알 수 없다.
우주의 미래우주는 빅 프리즈, 빅 립, 빅 크런치, 진동우주론 중 어느 것이 될 것인가? 아니면 무한히 반복하는 순환 모델의 일부인가?
중입자 비대칭왜 관측 가능한 우주에서 물질이 반물질보다 많은가?
우주상수 문제왜 진공의 영점 에너지가 우주상수를 크게 만들지 않는가? 무엇이 이를 상쇄하는가?
암흑 물질암흑 물질의 정체는 무엇인가? 이것이 입자인가? 이것이 가장 가벼운 초대칭짝인가? 암흑 물질로 인해 일어나는 것처럼 보이는 현상이 사실은 물질 때문이 아니라 중력의 팽창 때문은 아닐까?
암흑 에너지우주의 가속팽창이 나타나는 원인은 무엇인가? 물질, 에너지 두개가 시간이 지나면서 매우 다르게 흘러갔는데도 왜 암흑 에너지의 에너지 밀도가 현재의 물질 밀도와 동일한가? 이 이유가 단순히 인간 중심 원리 덕분에 우리가 이 값으로 관찰할 수 있는 것인가? 암흑 에너지는 순수한 우주 상수인가, 양자 에너지 등이 적용되는 전형적인 모델인가?
암흑류초은하단 등 우주 거대 구조의 관측된 움직임이, 관측 가능한 우주 외부에 존재하는, 구대칭을 이루지 않는 중력으로 인한 것인가?
악의 축130억 광년 떨어져 있는 우주 마이크로파 배경의 거시적 모양이 태양계와 방향, 속도가 모두 같은 것으로 나타났다. 이 같은 결과는 계산 과정에서 일어난 정오차로 인해 나타난 부분적 결과 오염 현상인가, 아니면 코페르니쿠스 원리를 정면으로 위반하는 증거인가?
우주의 모양비공식적으로는 "우주의 모양"이라고 부르는 우주의 팽창 공간 부분의 3차원 팽창 거리는 무엇인가? 우주의 곡률과 토폴로지 모두 현재는 알 수 없지만, 현재 관측 가능한 수준에서 곡률은 거의 0인 것으로 보인다. 급팽창 이론에서는 우주의 모양이 측정 불가능한 것으로 추정되지만, 2003년부터 장피에르 루밍트와 같은 여러 연구진들은 우주의 모양이 푸앵카레 면체 공간 형태일 것이라고 제안했다. 우주는 과연 측정 불가능한 모양인가, 혹은 푸앵카레 공간인가, 아니면 또 다른 모양의 3차원 공간인가?

### 양자중력학
진공 재앙왜 양자 진공의 예측된 질량이 우주 팽창에 거의 영향을 미치지 않는가?
양자 중력양자역학과 일반 상대성 이론을 양자장론이라는 하나의 이론으로 합칠 수 있는가? 시공간은 근본적으로 연속적인가, 불연속적인가? 하나로 합쳐진 이론에서 힘은 중력자와 같은 가상의 입자가 매개하는 것인가, 혹은 루프 양자중력과 같이 시공간 자체의 기하학적 모양으로 인한 현상인가? 매우 작거나, 매우 크거나, 양자 중력 이론에서의 흐름과 같이 극단적인 환경에서 나오는 일반 상대성 이론과의 편차는 무엇인가?
블랙홀, 블랙홀 정보 역설, 호킹 복사이론적으로 예상되는 것과 같이 블랙홀은 열복사를 방출하는가? 이 열복사는 끈 이론에서 나타나는 바와 같이 블랙홀 내부 구조에 대한 정보를 포함하고 있는가? 아니면 호킹 복사에서 제안하는 바와 같이 정보가 뒤섞여 있는가? 만약 그렇지 않고 블랙홀이 증발할 수 있다면 이 블랙홀 내부에 저장되어 있는 정보는 어떻게 되는가?(양자역학에서는 정보가 파괴되지 않는다.) 혹은 어느 시점에서 블랙홀의 잔해에서의 열복사가 중지되는가? 만약 이러한 구조가 존재하지 않을 경우에도 어떻게든 내부 구조를 알아낼 수 있는 방법이 있는가?
여분 차원우주에서 4차원 이상의 시공간이 존재하는가? 만약 그렇다면, 이 차원의 크기는 어느 정도인가? 이러한 차원의 우주에서 기본적인 법칙이 어떻게 존재하거나, 물리학 법칙이 어떻게 바뀌는가? 우리는 실험적으로 고차원이 존재한다는 증거를 찾을 수 있는가?
우주 검열 가설, 연대 보호 추측흔히 벌거숭이 특이점라고 하는 사건의 지평선에 가려지지 않은 특이점은 초기의 여러 조건들로 인해 생겨나는 것인가? 혹은 로저 펜로즈가 주창한 '우주 검열 가설'처럼 실제로 나타나는 것이 불가능한가? 이와 비슷하게, 일반 상대성 이론의 방정식의 일부 해에서 나타나는 닫힌 시간 곡선(과거로 시간 여행을 가능하게 해주는 해)가 양자역학과 일반 상대성 이론을 통합한 양자 중력 이론에서 스티븐 호킹이 "연대 보호 추측"을 제시했던 것과 같이 금지되어 있는가?
국소성의 원리양자물리학에서 국소적이지 않은 현상이 있는가? 만약 존재한다면, 비국소적 현상이 벨 부등식이 틀렸다는 것과 연관이 있거나 정보 및 보존량이 국소적이지 않은 방법으로 이동할 수 있는가? 어떤 상황에서 비국소적 현상을 관찰할 수 있는가? 비국소적 현상의 존재 유무는 시공간의 기본 구조와 무슨 연관이 있는가? 이 현상은 양자 얽힘과 무슨 관련이 있는가? 양자 물리학의 기본적인 성질로 이 현상을 어떻게 해석할 수 있는가?

### 고에너지 물리학 / 입자물리학

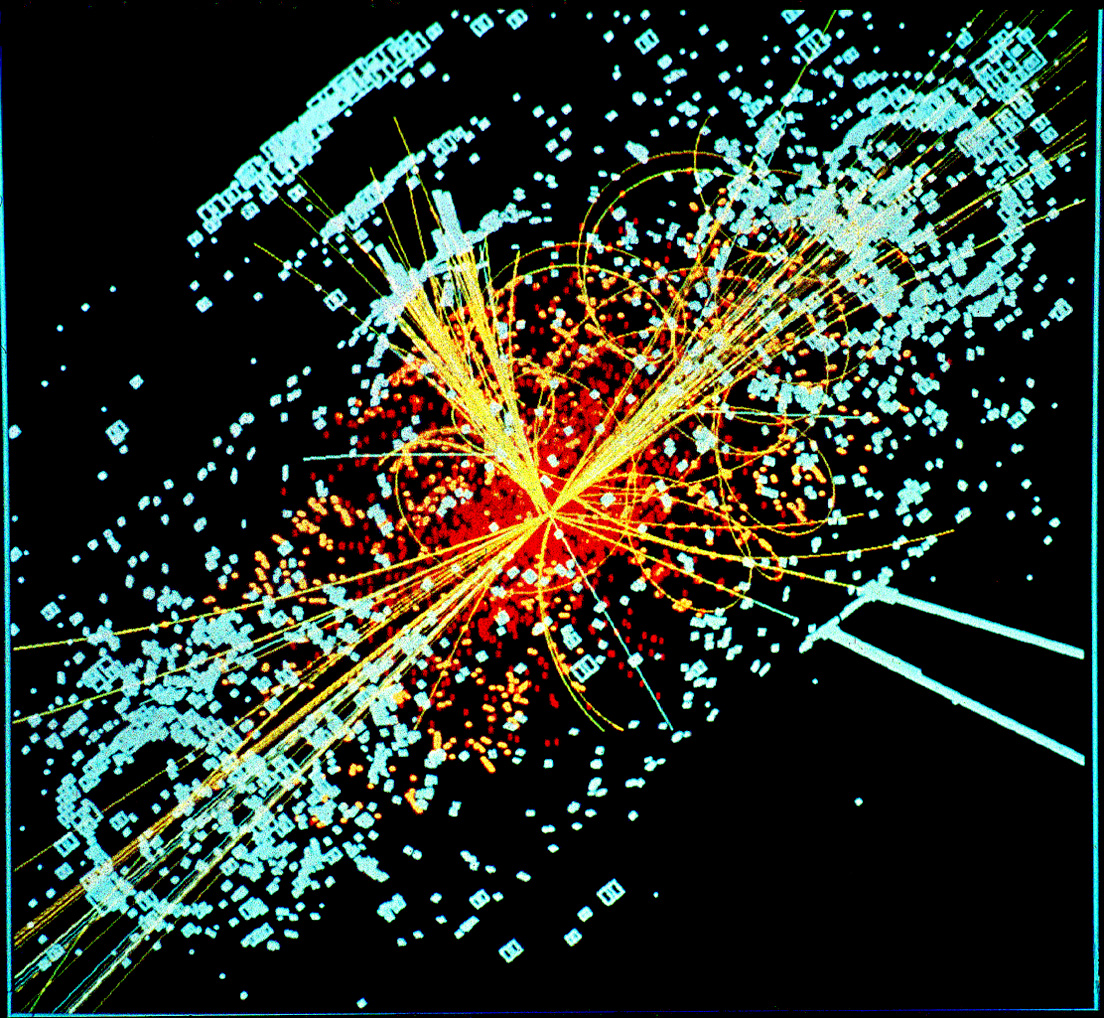
CERN의 CMS 감지기에서 힉스 입자가 어떻게 검출될 것인지에 대한 시뮬레이션.

힉스 메커니즘힉스 보손의 갈래비는 표준 모형과 일치하는가? 힉스 보손은 오직 하나의 유형만 존재하는가?
계층 문제왜 중력은 힘이 너무 약한가? 중력은 플랑크 스케일에서는 1019 GeV 정도로 강력하여 전자기약력 스케일은 대략 100 GeV보다 훨씬 높다. 왜 이 스케일은 엄청난 차이가 나는가? 힉스 보손의 질량과 같은 전자기약력 스케일의 양이 플랑크 규모에서의 양자적 재규격화가 일어나지 않는 이유는 무엇인가? 초대칭, 여차원, 또는 인간 중심 원리의 미세 조정으로 이 문제를 해결할 수 있는가?
자기 홀극고에너지 시대와 같은 과거 시점에서 "자기 입자"를 매개하는 입자가 존재했었는가? 만약 그렇다면 이들은 지금도 남아 있는가? (폴 디렉은 자기 홀극의 일부 형태의 존재를 통해 전하 양자화를 설명했다.)
양성자 붕괴와 양성자 스핀 위기양성자는 근본적으로 안정한가? 아니면 표준 모형의 확장 이론에서 예측했던 바와 같이 유한한 수명을 가지고 붕괴하는가? 쿼크와 글루온의 스핀이 어떻게 양성자의 스핀에 영향을 미치는가?
초대칭TeV 스케일에서 시공간의 초대칭이 나타날 것인가? 만약 그렇다면, 초대칭 파괴의 메커니즘은 무엇인가? 초대칭이 고에너지 양자 보정을 막아 전자기약력 스케일을 안정화하는가? 가장 가벼운 초대칭 입자(LSP)가 암흑 물질을 이루는가?
물질의 세대쿼크와 렙톤은 왜 3개의 세대로 구성되어 있는가? 특정 세대에서 유카와 상호작용의 첫째 원칙을 통해 특정 쿼크와 렙톤의 질량을 설명할 수 있는가?
중성미자의 질량중성미자의 질량은 디렉 통계인가, 마요라나 통계인가? 질량 계층은 정상인가 반전인가? CP 위상이 0을 위반하는가?
점금적 가둠왜 자유 쿼크나 자유 글루온은 관측된 적이 없고 중간자나 바리온과 같이 핵자 내부에만 존재하는 것인가? 양자 색역학(QCD)에서는 이 현상이 어떻게 나타나는가?
강한 상호작용의 CP 문제 및 액시온왜 강한 상호작용에서 반전성과 전하 켤레 대칭이 불변인가? 페체이-퀸 이론이 이 문제의 해결책인가?
변칙적 자기 쌍극자 모멘트왜 실험적으로 측정된 뮤온의 변칙적 자기 쌍극자 모멘트(뮤온 g-2)가 이론적으로 예측된 값과 차이가 크게 나는가?
양성자 크기 문제양성자의 진짜 전하 반경은 어느 정도인가?
펜타쿼크와 기타 별난 하드론쿼크의 조합은 어떤 것이 가능한가? 왜 펜타 쿼크가 발견하기 매우 어려운 것인가? 이 입자가 다섯 개의 기본 입자가 서로 강하게 연결되어 있는 계인가, 아니면 바리온과 중간자가 서로 약하게 결합되어 있는 계인가?

### 천문학 및 천체물리학

전형적인 나선 은하의 회전곡선. 예측된 방향(A)와 실제 관측된 방향(B)은 다르다. 두 값의 차이는 암흑 물질에 기인한 것인가?

상대론적 제트왜 활동은하핵과 같이 특정 천체를 둘러싸고 있는 강착원반은 왜 축의 극점을 따라서 상대론적 제트를 분사하는가? 왜 많은 강착원반에 준주기 진동이 일어나는가? 왜 이 진동 주기가 중앙에 위치한 물체 질량의역비례하는가? 왜 때때로 배음 현상이 나타나며, 왜 서로 다른 물체는 다른 주파수 비율이 나타나는 것인가?
코로나 가열 문제왜 태양의 코로나가 태양의 표면보다 더 뜨거운가? 왜 자기 재결합 효과가 일어나는 규모가 표준 모형에서 예측한 정도보다 더 빠른가?
확상 성간 밴드천문학적 거리에서 관측한 스펙트럼에서 발견되는 다수의 성간 흡수 스펙트럼은 어디에서 기인한 것인가? 이 스펙트럼에 영향을 주는 분자가 존재한다면, 이들은 그 분자 하나로만 흡수 스펙트럼이 발생하는 것인가? 이 분자는 어디서 온 것인가?
감마선폭발짧은 시간동안 거대한 크기의 폭발은 어떻게 발생한 것인가?
초대질량 블랙홀초대질량 블랙홀의 질량과 은하의 속도 분산과의 차이인 M-시그마 관계는 어디에서 기인한 것인가? 어떻게 우주 초기에 가장 먼 곳의 퀘이사가 태양 질량의 109배 이상 질량의 초대질량 블랙홀로 성장할 수 있었는가?
카이퍼 절벽왜 태양계 카이퍼대의 천체 개수는 50 AU를 넘어서기 시작하면 예기치 못하게 급격하게 감소하는가?
스윙바이 변칙왜 스윙바이 기법으로 이동하는 우주선의 관측된 에너지가 때때로 이론적으로 예측된 값보다 다르게 나타나는 이유는 무엇인가?
은하 회전 문제은하의 중심 주위를 도는 천체의 이론적인 속도와 실제 측정된 속도가 다른 이유는 암흑 물질 때문인가? 아니면 다른 이유가 있는가?
초신성죽어가는 별이 붕괴하여 폭발하게 되는 정확한 메커니즘은 무엇인가?
삼체 문제중력을 통해 서로 끌어당기는 공간 위에 있는 3가지, 또는 그 이상 물체들의 정확한 위치의 일반값을 고전적으로 알 수 없다면, 상대론을 적용할 경우에는 일반해가 존재하는가?
초고에너지 우주선 왜 어떤 우주선은 지구 근처에 충분한 에너지를 줄 수 있는 것이 없는데도 불구하고 오마이갓 입자와 같이 극단적으로 높은 에너지를 가지고 있는가? 왜 일부 우주선은 분명히 먼 거리에서 왔음에도 불구하고 그레이슨-제트세핀-쿠즈민 한계(GZK 한계) 이상의 에너지를 가지고 있는가?
토성의 자전 속도왜 토성의 자기장이 행성의 구름이 자전하는 주기와 거의 비슷하게 매우 느리게 변화하는가? 토성의 내부 깊은 곳의 실제 회전 속도는 어느 정도인가?
마그네타 자기장의 기원마그네타 자기장의 기원은 무엇인가?
거대 규모 이방성매우 큰 규모에서 우주의 비등방성이 나타나는 것은 우주 원리를 틀린 가정으로 만드는가? NRAO VLA Sky Survey (NVSS) 카톨로그에서 수집한 라디오파의 비등방성의 수와 쌍극자 세기는 CMBR에서 파생한 국부적 움직임과는 일치하지 않으며 고유한 쌍극자 비등방성을 가지고 있는 것처럼 보인다. 또한, 같은 NVSS 라디오파 데이터에서는 동일한 방향에서 쌍극자의 편광 밀도와 편광 세기는 수와 세기와 같이 고유한 값을 가진 것으로 보인다. 또한, 이 외에도 대규모 비등방성을 나타내는 관측 결과가 존재한다. 퀘이사의 광학적 편광은 Gpc과 같은 매우 큰 규모 이상에서는 편광이 정렬되어 있다. 우주 마이크로파 배경 복사선(CMBR)의 데이터에서는 빅뱅 모델과는 일치하지 않는 여러 이등방성이 관측되었다.
광자 과소생산 위기왜 은하와 퀘이사는 적색 편이가 낮은 우주에서 예상된 것보다 5배 더 적은 자외선을 방출하는가?
우주 굉음왜 우주 굉음이 예상한 것보다 6배 크게 들리는가? 우주 굉음이 발생하는 원인은 무엇인가?
은하 디스크의 나이-금속성 관계은하 디스크(얇고 굵은 디스크)에서 보편적인 나이-금속성 관계(AMR)이 존재하는가? 국부적 디스크(주로 얇음)에서는 AMR이 성립한다는 강력한 증거가 존재하지 않지만, 두꺼운 은하 디스크에서 나이-금속성 관계를 밝히기 위해 근처의 두꺼운 디스크 별 샘플 229개를 추출했다. 그 결과, 현재 두꺼운 디스크에서는 나이-금속성 관계가 실제로 존재한다는 것을 밝혀냈다.
리튬 문제왜 대폭발 핵합성에서 예측하는 생성량과 실제로 아주 오래된 별에서 관측되는 리튬-7의 양이 서로 차이가 나는가?
혜성과 태양풍의 상호작용2007년 율리시스 우주선이 C/2006 P1 혜성의 꼬리를 통과했을 때 혜성 꼬리와 태양풍과의 상호작용에 대한 놀라운 결과를 발표했다.
초고광도 펄사초고광도 엑스선원 M82 X-2는 블랙홀일 것으로 예상했으나, 2014년 10월 NASA의 엑스선 우주망원경 NuSTAR의 관측 결과 M82 X-2는 에딩턴 한계보다 수 배 밝은 펄사인 것으로 나타났다. 이는 어떻게 된 일인가?

### 핵물리학

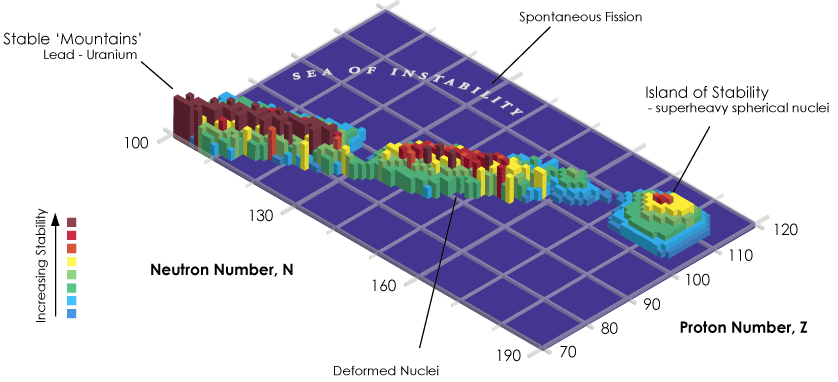
무거운 입자에서 양성자 수와 중성자 수가 적절한 비를 이루는 안정성의 섬.

양자 색역학강한 상호작용을 하는 물질의 위상은 무엇이며, 우주에서 이는 무슨 역할을 하는가? 핵자의 내부 모습은 어떤가? QCD에서는 강한 상호작용을 하는 물질의 특징을 어떻게 예측하는가? 글루온의 역할은 무엇이며, 핵자와 원자핵에서 자가 상호작용하는 글루온의 역할은 무엇인가? QCD의 주요한 특징을 결정하는 것이 무엇이며, QCD에서 중력과 시공간 사이의 관계는 무엇인가? 글루볼이 존재하는가? 하드론 내에서 불변 질량이 0임에도 불구하고 글루온이 운동 질량을 얻는가? QCD는 진짜로 CP 위반을 만족하기 부족한가? 원자 번호가 큰 경우 글루온은 포화 상태인가? 글루온이 색안경 응축물이라는 고밀도 상태를 형성하는가? 발리스키-파딘-쿠아레프-리파토프 방정식, 발리스키-코브체고프 방정식, 카타니-치아팔로니-피오라니-마르첸시키 진화 방정식의 특징과 증거는 무엇인가?
원자핵과 핵 천체물리학안정 동위원소와 희귀 동위원소 내의 양성자와 중성자를 묶는 핵력의 본질은 무엇인가? 복잡한 원자핵에서 나오는 간단한 패턴의 기원은 무엇인가? 안정성의 섬 지역에서 핵의 특이한 성질이 나타나는 이유는 무엇인가? 그리고 별의 진화 과정에서 이것이 하는 역할은 무엇인가? 중성자별과 조밀한 핵물질의 본질은 무엇인가? 우주에 존재하는 원소의 기원은 무엇인가? 항성이 존재하고 별이 폭발하는 과정의 핵반응은 무엇인가?
플라스마 물리학 및 핵융합 발전핵융합 에너지는 수소와 같은 풍부한 자원을 통해 현재의 핵분열 발전으로 배출하는 방사능 폐기물을 방출하지 않고 거대한 에너지를 발전할 수 있다. 그러나, 핵융합 에너지를 만들기 위해 충분히 높은 온도에서 제대로 가둔 채로 기체를 이온화(플라스마) 시킬수 있는가? 이를 만들기 위해서 재료과학적으로 여러 발전이 일어나야 하는가?

### 원자, 분자, 광학 물리학
수소 원자임의의 전자기장 위의 수소 원자의 슈뢰딩거 방정식의 해는 무엇인가?
뮤입자 수소뮤입자 수소의 반지름은 일반 수소의 반지름과 일치한가?
레이저 냉각분자가 레이저 냉각법을 통해 원자처럼 냉각이 될 수 있는가?
아브라함-민코브스키 논쟁광학 매체에서 광자의 모멘텀은 어떠한가?

### 응집물질물리학

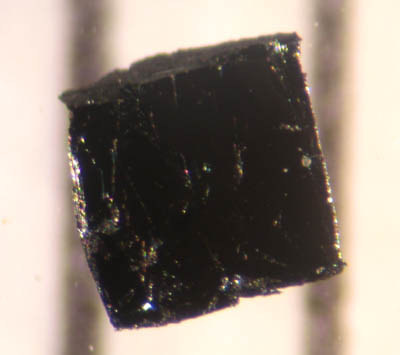
큐프레이트 초전도체 중 하나인 BSCCO 초전도체의 모습. 이 물질이 초전도 현상을 일으키는 메커니즘은 알려져 있지 않다.

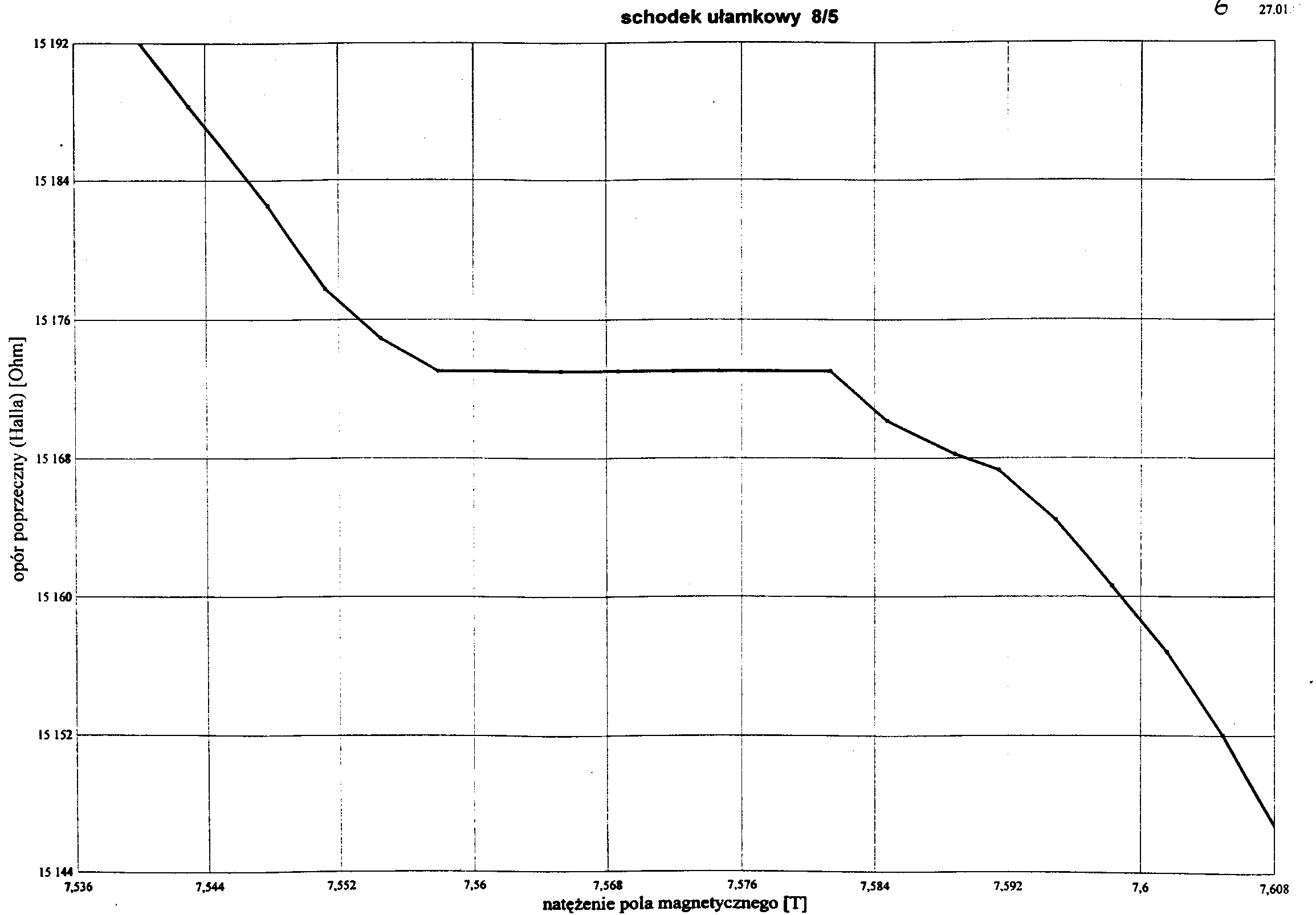
부분 양자 홀 효과 상태에서의 자기 저항 그래프.

고온 초전도체와 상온 초전도체특정한 물질이 25켈빈보다 높은 온도에서도 초전도 현상이 일어나는 메커니즘은 무엇인가? 이를 이용해 상온에 초전도 현상이 일어나는 물질을 만드는 것이 가능한가?
비결정질 고체액체와 고체 사이의 유리 전이의 특징은 무엇이며, 유리의 상은 무엇인가? 유리의 일반적인 특징과 유리 전이를 일으키는 물리적 작용은 무엇인가?
극저온 전자 방출왜 빛이 거의 없는 환경에서 광전 증폭관의 온도가 낮아지면서 전자가 방출되는가?
음파 발광소리가 발생할 때 액체 내의 거품 내파에서 빛이 순간적으로 방출되는 이유는 무엇인가?
난류난류, 특히 내부 구조를 통계역학적으로 설명할 수 있는 이론적 모델을 세울 수 있는가? 또한, 어떠한 조건에서 나비에-스토크스 방정식의 매끄러운 해가 존재하는가? 이 문제는 밀레니엄 문제 중의 하나로도 선정되어 있기도 하다.
알프베닉 난류태양풍과 태양 플레어 내의 난류, 코로나 질량 분출 및 자기장 폭풍이 불 때의 난류를 정량적으로 해석할 수 있는가?
위상적 순서0도가 아닌 온도에서 위상적 순서는 안정한가? 똑같이, 3차원 자가 안정화 양자 메모리를 제작할 수 있는가?
부분 양자 홀 효과{\displaystyle \nu =5/2}에서 부분 양자 홀 효과를 설명하는 수학적 메커니즘은 무엇인가? 비아벨 부분 통계를 통해 이를 설명할 수 있는가?
보스-아인슈타인 응축일반적인 상호작용 시스템에서 보스-아인슈타인 응축이 존재함을 엄밀하게 증명할려면 어떻게 해야 하는가?
액정액정 상태에서 네마틱 액정이 스멕틱 액정으로 상전이 하는 것이 범적인 상전이 특징이라고 볼 수 있는가?
양자점양자점의 가장 낮은 광자 흡수 전이 정도가 에너지 크기와 비포물선 형태로 나타나는 원인은 무엇인가?
띠구조왜 밴드갭을 정확하게 계산할 수 없는가?

### 생물리학
유전자 발현에서 확률 과정과 잡음비 강인성우리 몸에서 유전자가 발현할 때, 다른 외부의 압력과 내부의 확률성을 견디는가? 특정 유전 모델에서는 유전자 발현 과정이 존재하지만, 아직까지는 전체 그림, 특히 형태 형성 부분에서 유전자 발현을 정밀하게 조절해야 할 부분에서의 부분은 이해하고 있지 못하다.
면역계의 정량적 연구면역 반응의 정량적 특성은 무엇인가? 면역계 네트워크의 구성 요소는 무엇인가? 확률성은 어떤 방향으로 발현되는가?
호모키랄성생화학적으로 특정한 광학 이성질체가 우세한 이유는 무엇인가?

### 기타 문제
엔트로피 (시간의 화살)왜 우주는 과거에 엔트로피가 낮아 과거와 미래 사이 엔트로피 차이가 생기는 열역학 제2법칙이 존재하는가? 왜 특정 약한 상호작용의 붕괴 시 CP 위반이 관측되지만 다른 경우에는 관측되지 않는가? CP 위반은 어떻게든 열역학 제2법칙 내에 존재하는가, 혹은 또 다른 시간의 화살에 속해 있는가? 인과율의 법칙에 예외가 존재하는가? 하나의 가능한 과거가 존재하는가? 현재는 과거와 미래와는 구분되는 한 순간인가, 혹은 의식의 신흥적인 산물에 불과한가? 왜 시간은 한 쪽 방향으로만 흐르는가?
양자역학의 해석현실에서 양자 중첩 상태, 파동 함수의 붕괴, 양자 결어긋남을 어떻게 설명하며, 이 현상들이 우리가 인식하고 있는 현실에 어떤 영향을 주는가? 또한, 측정 문제에서 어떤 "측정"이 파동함수를 명확한 하나로 붕괴시키는가? 고전물리학과는 달리 일부 양자역학에서는 (양자 얽힘으로 인한 양자 순간이동처럼) "국소적"이면서 "인과관계"적이면서 "실제"인 것을 동시에 만족할 수는 없지만, 이러한 과정에서의 양자역학적 과정을 일종의 '희생'이라고 설명하는 것은 양자역학에 대해서 제대로 이해하지 못한 분류 오류라고 보기 때문에 다른 해석을 해야 한다.
모든 것의 이론 ("대통일 이론")모든 무차원 물리 상수를 설명할 수 있는 이론이 존재하는가? 끈 이론이 그럴 수 있는가? 왜 표준 모형의 게이지 이론이 그렇게 생겼으며, 왜 시공간에서 공간이 3차원이고 시간이 1차원이며, 왜 물리학의 모든 법칙은 그렇게 되어있는가? 시간에 따라서 "무차원 물리 상수"는 변하는가? 입자물리학의 표준 모형에 존재하는 입자가 실제로는 현재의 실험 수준에서는 관측할 수 없을 정도로 묶여 있는 또 다른 입자들로 구성된 것은 아닌가? 아직까지 관측되지 않은 기본 입자들이 있는가? 만약 그렇다면, 그 입자는 어떤 것이며 특성은 어떠한가? 물리학의 다른 미해결 문제들을 해결할 수 있는 근본적인 통합된 힘을 관측할 수 있는가?
양-밀스 이론임의의 주어진 콤팩트한 게이지 대칭에서 양-밀스 이론에 따른 비자명하고 유한한 질량 간극이 존재하는가? 이 문제는 수학의 밀레니엄 문제 중 하나에도 올라 있다.
물리학적 정보파동 함수 붕괴나 블랙홀과 같은 현상이 자신의 이전 상태에 대한 정보를 비가역적으로 파괴하는가? 어떻게 양자적 정보가 양자계 내에 저장되는가?
양자 컴퓨터데이비드 도이치가 제안한 양자 튜링 기계의 개념이 임의의 물리학적 계를 효율적으로 시뮬레이션하기 충분한가?
무차원 물리 상수현재는 무차원 물리 상수의 값을 계산할 수 없다. 이 상수는 오직 물리적 측정에 의해서만 알 수 있다. 다른 모든 차원의 물리 상수로부터 도출할 수 있는 최소 차원의 물리 상수는 무엇인가? 차원 물리 상수는 여전히 꼭 필요한가?

## 같이 보기
- 우주 미세조정 문제
- 은하의 회전곡선